# Алфа Ромео 1900
Алфа Ромео 1900 е италиански автомобил произвеждан от компанията Алфа Ромео.

## История
Автомобилът е построен на базата на спортния автомобил Алфа Ромео 6Ц. С редица подобрения и удължена база автомобилът се превръща в първия седан на компанията след Втората световна война. В основата на шасито на автомобила е използван алуминий. Ръководител на проекта е Орацио Сата Пулига. Джузепе Бусо е ръководител на механичните елементи на автомобила. Производството на колата започва през 1950 г. Автомобилът показва нов вид задно предаване. На базата на Алфа Ромео 1900 е изграден автомобилът Алфа Ромео Диско Воланте.

## Техника
Алфа Ромео 1900 използва 4 цилиндров двигател. Разпределението на товара е било равномерно на предния и задния мост.

## Иновации
Алфа Ромео 1900 е един от първите автомобили използвали радиални гуми.

## Успех
Автомобилът е бил собственост на видни италиански политици и други известни личности са проявявали интерес към 1900.

## Алфа Ромео 1900 Примавера
През 1955 Алфа Ромео представя двувратата версия-купе Примавера.

## Специални автомобили
През 1953 десетки автомобили Алфа Ромео 1900 са били предназначени за италианската полиция.

## Производство
Алфа Ромео 1900 се произвежда от 1950 до 1959 в завода на компанията в Протелло, Милано. Произведени са общо 17 243 автомобила.